# لی (کنفوسیانیسم)

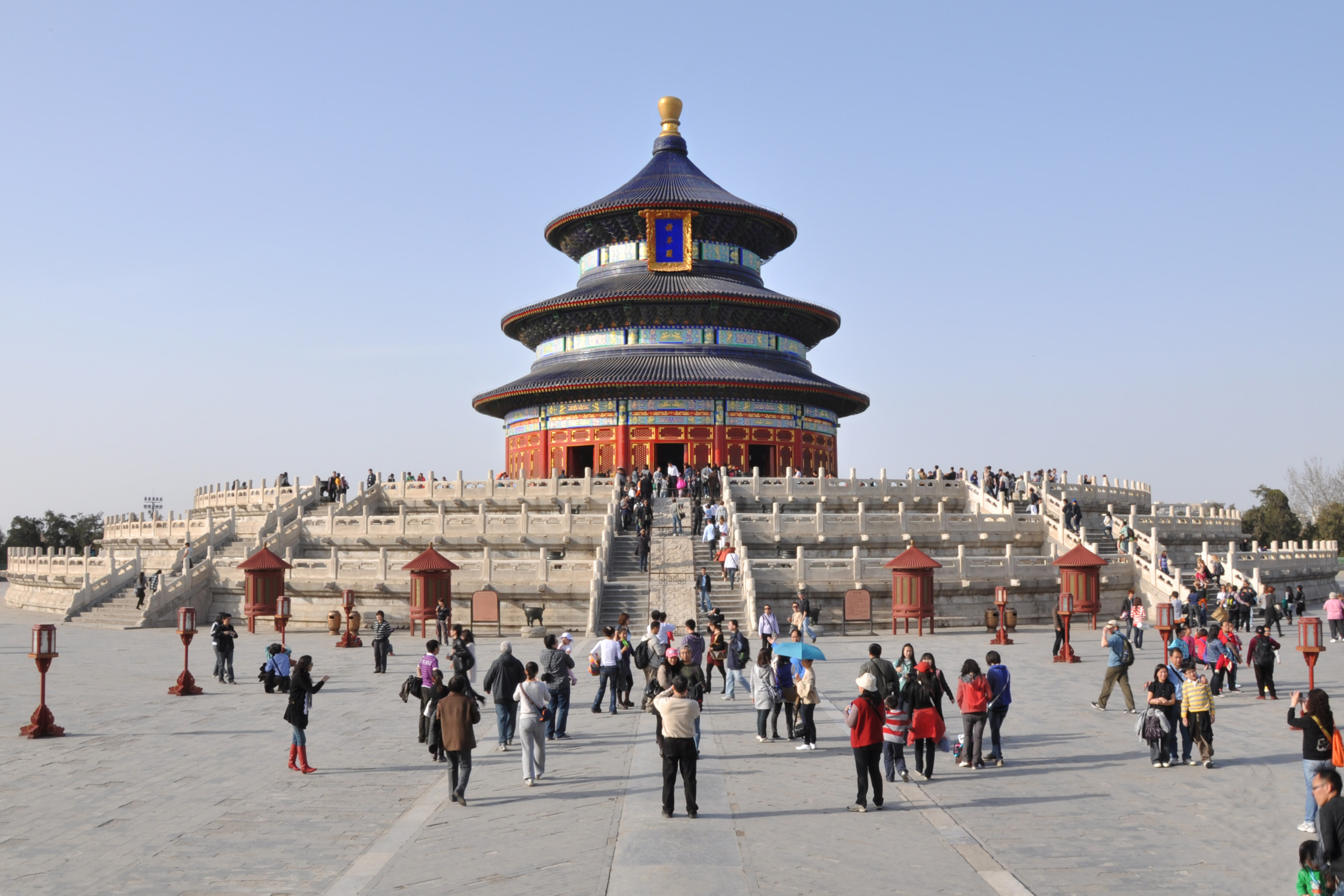
لی (کنفوسیانیسم)

لی (به چینی: 禮) و به پین یین: (Lĭ) واژه ای چینی است و دارای کاربردی گسترده در کنفوسیوس‌گرایی و فلسفه چینیِ پس از مکتب کنفسیوس است. لیِ کنفوسیوسی، یک مفهوم خاص نیست و به مجموعه ای از مفاهیم انتزاعی و متفاوت معنا شده‌است.

## لی از دیدگاه کنفوسیوس
لی از دیدگاه کنفوسیوس معانی مختلفی داشت و ازجمله برای پاکی، ادب، تشریفات و عبادت آیینی به کار می‌رفت. وی معتقد بود با پیروی از لی هر چیزی بسامان می‌آید و در نهایت، آرمان‌شهر تشکیل می‌شود. لی مظهر طیف کاملی از تعامل با انسان، طبیعت، و حتی اشیاء مادی است.
کنفوسیوس توصیفات خود از لی را در قالب مباحث گوناگونی از جمله چای نوشی، القاب، عزاداری و حکومت بیان می‌کند.
کنفوسیوس معتقد بود که برای حفظ و تثبیت سلسله مراتب اجتماعی، انسانها باید آداب و مناسک اجتماعی، یعنی لی (li) را رعایت کنند. لی کلیه رفتارهای اجتماعی است که اعضای ویژهٔ جامعه را در درون روابطی معنا دار اداره می‌کند، مانند زبان مردم را قادر به ارتباط می‌سازد و آنها را نسبت به همدیگر در جای مناسب خود قرار می‌دهد.
از دیدگاه کنفوسیوس لی سه کارکرد داشت:
1. کارکرد دینی، انسانها با انجام لی با قدرتهای روحانی مشارکت می‌جویند. عقیده بر این است که اجرای منظم رقص و موسیقی با نذرها و قربانی ترکیب می‌شود و ارواح نیاکان را خوشحال می‌سازد و درنتیجه، موفقیت زندگان تضمین می‌گردد.
2. کارکرد اجتماعی، با عمل به لی توسط پادشاه، قوانین آسمانی متحقق شده و صلح در جهان برقرار می‌گردد.
3. کارکرد روان شناختی، عمل به لی در شخص نوعی هماهنگی ایجاد می‌کند. بطوریکه آداب و مناسک به مذاق او لذت بخش می‌گردد و در نتیجه انجام وظایف برای او دشوار نمی‌شود.

لی شامل دو جنبهٔ وظیفه و ادب می‌شد؛ یعنی آنکه شخص باید وظیفهٔ خود را نه به هر شکلی، بلکه بر طبق آداب و رسوم و مودبانه انجام دهد.
از دیدگاه کنفوسیوس، در جامعه همه باید وظیفهٔ اجتماعی خود را با صداقت وجدیت انجام دهند و نتیجه کار را به مینگ
ming واگذار کنند. مینگ در نزد کنفوسیوس به معنای سرنوشت یا ارادهٔ آسمان بود. اما بعدها در نزد پیروان او به معنای کل شرایط موجود و نیروهای سراسر گیتی تعبیر شد. برای پیروزی بیرونی فعالیت‌های ما، همکاری این شرایط مورد نیاز است، اما این همکاری کاملاً خارج از اختیار ماست. از این رو بهترین چیزی که برای ما باقی می‌ماند فقط کوشش برای انجام دادن کاری است که ما موظف به انجام آن هستیم، بدون توجه به اینکه در این کار موفق می‌شویم یا نمی‌شویم. عمل کردن به این سبک را شناخت مینگ می‌گویند. کنفوسیوس می‌گفت: «کسی که از مینگ شناختی ندارد نمی‌تواند انسان برتر شود.»
بدین ترتیب شناخت مینگ به معنای اجتناب‌ناپذیر بودن جهان، به همانگونه که هست، و در نتیجه نادیده گرفتن پیروزی یا شکستی است که برای ما پیش می‌آید. چنانچه بتوانیم بدین شیوه عمل کنیم، به یک معنا، هرگز شکست نمی‌خوریم؛ زیرا اگر ما وظیفه
خود را بدون توجه به پیروزی یا شکست فعالیت خود انجام دهیم، آن وظیفه به خاطر نفس عمل ما از نظر اخلاقی محقق شده‌است. در نتیجهٔ این امر، ما همیشه از نگرانی مربوط به پیروزی یا ترس مربوط به شکست آسوده‌خاطر خواهیم بود و بدین سان شادکام خواهیم شد. کنفوسیوس می‌گفت: «مرد برتر همیشه خشنود است و مرد فروتر اندوهگین.»

## آموزه‌های کنفسیوس دربارهٔ لی
در متون مکتب کنفوسیوس، سه اثر شامل آموزه‌های اصلی لی است. این آثار شامل یی لی یا آداب معاشرت و تشریفات، کتاب مراسم یا لی جی و مناسک ژو یا ژو لی می‌باشد.

## لی در دولت
کنفسیوس رعایت اصول لی را بعنوان رکنی مهم جهت شایستگی افراد در کسب مقام‌های دولتی می‌دانست.

## در ژاپن
لی در ژاپن ری (به ژاپنی: 礼 れい) تلفظ می‌شود و یکی از فضیلت‌های هفت‌گانه بوشیدو است.